# Павликовский, Тадеуш
Тадеуш Павликовский пол. Tadeusz Pawlikowski (1862—1915) — польский режиссёр и театральный деятель.

## Биография
Тадеуш Павликовский родился 9 ноября 1861 (по другим данным 1862) года в селе Медыка в семье писателя и журналиста Мечислава Павликовского. Учился в Лейпцигской консерватории у Э. Ганслика и Ф. Листа.
В 1893—1899 и в 1913—1915 гг. был директором краковского театра им. Словацкого, а в 1900—1906 директором театра во Львове.
Изучал искусство мейнингенцев, «свободных театров» О. Брама и А. Антуана. Павликовский, будучи широко образованным и тонким художником, развивал традиции С. Козьмяна и ввёл в репертуар польского театра ряд значительных произведений драматургии своего времени (Г. Гауптмана, Г. Ибсена, С. Выспянского), ставил произведения польской драматургии.

## Постановки в театре
- 1893 — «Барские конфедераты»[1]
- 1893 — «Гамлет» Шекспира
- 1896 — «Балладина» Словацкого
- 1896 — «Месть» Фредо
- 1896 — «Каська Кариатида» Запольской
- 1898 — «Дзяды»
- 1898 — «Ревизор» Н. В. Гоголя
- 1903 — «Мещане» М. Горького
- 1903 — «На дне» М. Горького